# Гуамский университет
Гуамский университет (чамор. Unibetsedåt Guåhan, сокращённо — U.O.G.) — университет, расположенный в деревне Мейнгилао на острове Гуам в Тихом океане. Университет аккредитован при Западной ассоциации школ.

## История
Гуамский университет был основан в 1952 году и два года, пока шла подготовка учителей, был известен как Территориальный колледж Гуама. В 1960 году колледж переехал в современный кампус в центральном районе Мейнгилао. В 1965 году колледж был аккредитован на четыре года с выдачей диплома. К 1968 году число учащихся достигло 1800 студентов, а персонала и преподавателей насчитывалось более 130 человек.

## Структура
Университет предлагает степень бакалавра в тридцати четырёх различных областях и степень магистра в одиннадцати разных областях.
- Колледж гуманитарных и социальных наук
  - Факультет гуманитарных наук
  - Факультет английского языка и прикладной лингвистики
  - Факультет социальных и психологических наук
  - Факультет связи с общественностью и искусств
- Колледж естественных и прикладных наук
  - Факультет компьютерных наук
  - Факультет естественных наук
  - Факультет математических наук
- Школа бизнеса и государственного управления
- Школа педагогики
- Школы сестринского дела, социальной работы и наук о здоровье